# 方禔
方禔（？—？），或作方引禔，字佺期，浙江嚴州府遂安縣人，清朝儒林人物。
康熙年間人。明朝禮部尚書東閣大學士方逢年曾孫，個性孝順仁慈。方禔年輕時寫作文章受到選貢父親方象琮的影響，推崇雅正的文字，而不崇尚華麗的詞藻。十八歲的時候，考上秀才。父親方象琮為了龐大的家計，需要消耗銀兩，經常由姜姓親家翁接濟財物，方禔體察父親的苦衷，並沒有怨言。父親方象琮過世之後，和弟弟方引祐分家，將好的房地都分給弟弟，沒有不悅的表示。等到方引祐過世之後，將姪子方錫經接來撫養，供應教育和娶妻費用。生平從無訴訟事件，對人謙和有禮，對待他人慈惠有恩。兒子方錫綱在雍正十三年（1735年）考上舉人。